# 有坂長次
有坂 長次（ありさか ながつぐ）は、安土桃山時代から江戸時代前期にかけての武将。備後国の杉原氏家臣を経て、吉川氏に仕えて砲術師範となった。

## 生涯
毛利氏家臣の杉原盛重に仕えていたが、天正9年（1581年）12月25日に盛重が死去すると、杉原氏の家中で家督争いが起こり、杉原氏が断絶となった。その際に吉川元春から招聘され客将として仕え、後に主君となった吉川元長から偏諱を授かり、諱を「長次」と改める。
天正14年（1586年）11月15日に吉川元春が、天正15年（1587年）6月5日に吉川元長が相次いで死去すると、その後を継いだ吉川広家に仕える。
豊臣秀吉の天下統一後、長次は上京して、豊臣氏の砲術師範であった石田玄斎から石田流砲術を学び、吉川氏の砲術師範となった。慶長5年（1600年）の関ヶ原の戦いの前哨戦である安濃津城の戦いでも吉川軍の鉄砲・大筒隊として活躍、落城に貢献している。
同年の毛利氏の防長移封後は、岩国領主となった吉川広家に引き続き仕え、広家の隠居後は家督を継いだ吉川広正に仕えた。
寛永11年（1634年）3月14日に岩国で死去する。
なお、子孫は引き続き吉川氏に仕え、明治維新を迎えた。明治時代には三十年式歩兵銃や三十一年式速射砲を開発した有坂成章（他家からの養子）がいる。